# Námestie slobody

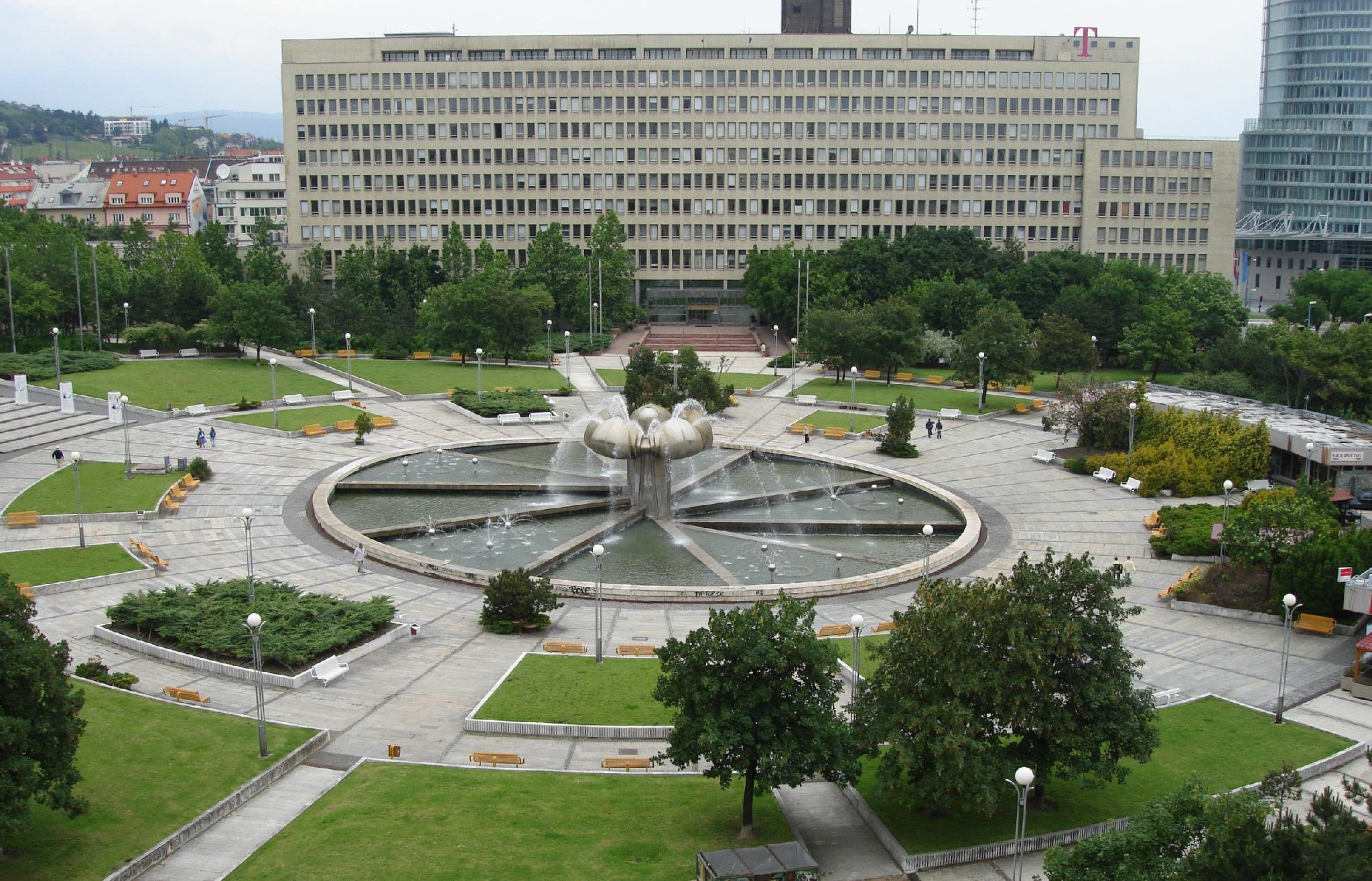
Námestie slobody vom Süden

Námestie slobody (ältere Schreibweise: námestie Slobody; deutsch Platz der Freiheit bzw. Freiheitsplatz) ist ein Platz im Norden des Bratislavaer Stadtteils Staré Mesto (Altstadt). Er ist der größte Platz in Bratislava mit einer Größe von etwa 200 × 200 Metern (5 Hektar).
Im Mittelalter gab es auf dem heutigen Platz Weingärten. Der Platz entstand wahrscheinlich im 17. Jahrhundert nach dem Bau des Erzbischöflichen Sommerpalais auf der Westseite des Platzes, das heute als Regierungsgebäude dient. Später entstand hier eine Grasfläche mit einer Baumreihe; daher ist die alte deutsche Bezeichnung Fürstenallee und die slowakische Verfremdung Firšnál abgeleitet. Im 19. Jahrhundert war der Platz als Truppenübungsplatz genutzt; in der Nähe entstanden Kasernen. In dieser Zeit führte der slowakische Erfinder Ján Bahýľ einen Flug mit seinem selbstkonstruierten Hubschrauber durch.

## Entstehung
In der Zeit nach dem Zweiten Weltkrieg wurde der Platz und seine Umgebung umgebaut. 1946–1951 wurde das Postpalais auf der Nordseite gebaut, das heute das Verkehrsministerium der Slowakischen Republik beherbergt; auf der Süd- und Ostseite wurden Gebäude der heutigen Slowakischen Technischen Universität gebaut. 1980 wurde der ganze Platz in einen Park umgewandelt; im Zentrum befindet sich ein Springbrunnen namens Družba (Freundschaft). In der Mitte des Springbrunnens befindet sich eine Lindenblüte aus rostfreiem Stahl mit einem Durchmesser von 9 Metern, ein slawisches Symbol. In dieser Zeit entstand auch eine große Statue von Klement Gottwald; nach diesem tschechoslowakischen Präsidenten hieß der Platz von etwa 1950 bis 1989 Gottwaldovo námestie. Nach der Samtenen Revolution im November 1989 wurde der Platz auf den heutigen Namen umbenannt und die Statue abgetragen; in der Umgangssprache der Bratislavaer bleibt aber weiterhin die Bezeichnung „Gotko“.